# Запорожский областной театр кукол
Запорожский академический областной театр кукол (укр. Запорізький обласний театр ляльок) — театр кукол, основан в 1939 году в Запорожье. Основательница — Наталья Ивановна Копп.
Спектакли проходят на украинском языке. В первые годы своего существования театр поставил такие спектакли как Волк и семеро козлят , Золотой ключик, Мойдодыр , Маша и Медведи. В 1941—1945 годах театр не работал. С 1951 по 1959 годы театр работал в составе Запорожской областной филармонии. С 1959 театр независимая структура. С 1986 года театр работает в помещении Запорожского дворца пионеров.

## Руководство
- Лисов Михаил Александрович
- Бураковский Александр Иосифович
- Захаревич Михаил Васильевич
- Шевченко Григорий Петрович
- Галимон Анатолий Андреевич
- Колб Анатолий Михайлович — в 2018